# Manihot esculenta

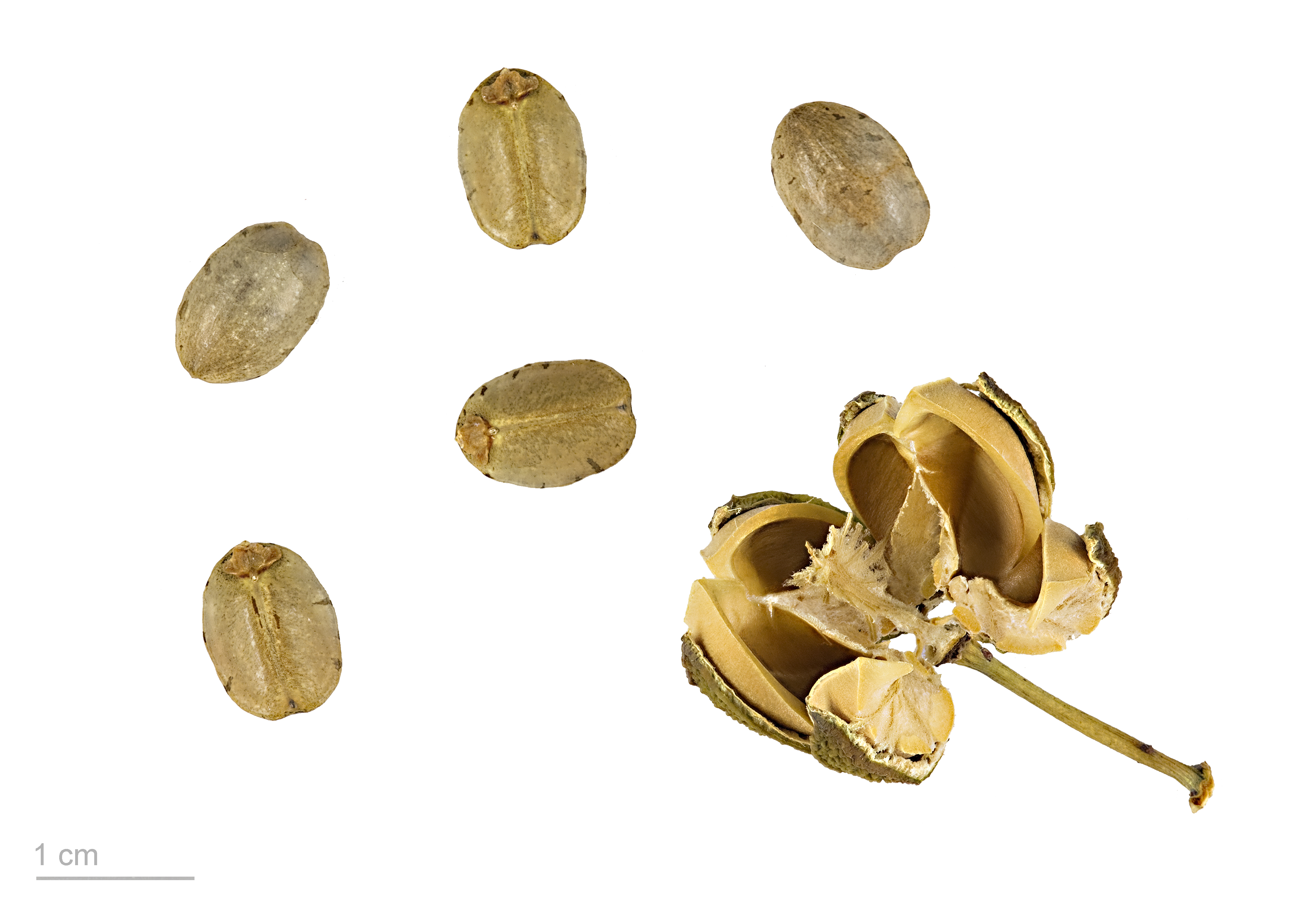
Fruto y semillas

Manihot esculenta, llamada comúnmente yuca, aipim, casabe, casava, guacamota, lumu o mandioca, es un arbusto perenne de la familia de las euforbiáceas extensamente cultivado en América, África y Oceanía por sus raíces con almidones de alto valor alimentario. 
Es originaria del centro de América del Sur y se ha cultivado en la mayor parte de las zonas tropicales y subtropicales del continente americano. También se introdujo con gran éxito en zonas africanas de similares condiciones climáticas, aunque se estima que la gran mayoría de las variedades actualmente cultivadas y conocidas que no son venenosas, son efecto de la selección artificial; hay igualmente variedades naturales venenosas generadas por el aislamiento geográfico de la selva (casabe, que es altamente venenosa) o la de los altiplanos (mandioca, mínimamente venenosa).

## Descripción
La mandioca es un arbusto perenne que alcanza los dos metros de altura. Está adaptada a las condiciones climáticas de la zona intertropical, por lo que no resiste las heladas. Requiere altos niveles de humedad (aunque no anegamiento) y de mucho sol para crecer. 
Se reproduce mejor por esquejes que por semilla en las variedades actualmente cultivadas. El crecimiento es lento en los primeros meses, por lo que el control de hierbas silvestres es esencial para evitar la competencia y así conseguir un correcto desarrollo. En su uso normal, la planta entera se desarraiga al año de edad para extraer las raíces comestibles; ya que si alcanza mayor edad, la raíz se endurece hasta el punto de la incomestibilidad. De las plantas desarraigadas se extraen los esquejes para la siguiente replantación.
La raíz de la yuca es cilíndrica y oblonga. Puede alcanzar el metro de largo y los 10 cm de diámetro. La cáscara es dura, leñosa e incomestible. La pulpa es firme (incluso dura) antes de la cocción, surcada por fibras longitudinales más rígidas; muy rica en hidratos de carbono y azúcares, se oxida rápidamente una vez desprovista de la corteza. Según la variedad, puede ser blanca o amarillenta.

## Historia

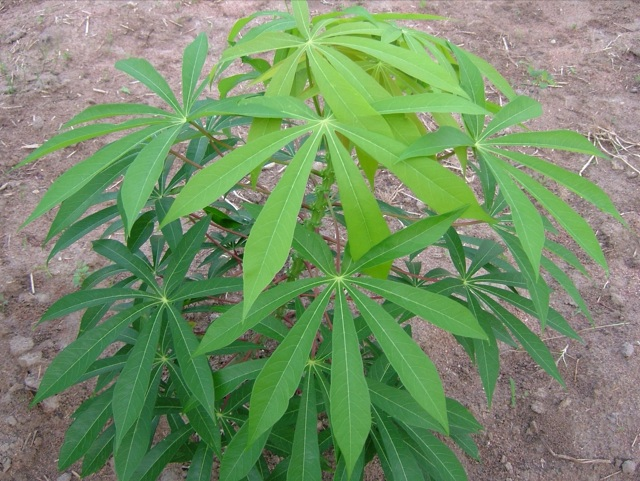
Detalle de la planta

La evidencia más antigua del cultivo de la yuca proviene de datos arqueológicos que indican que se cultivó hace 4000 años[cita requerida] y fue uno de los primeros cultivos domesticados en América. El término mandioca deriva del tupí antiguo maⁿdiʔoka.
Las siguientes referencias al cultivo de yuca proviene de la cultura maya, hace 1400 años en Joya de Cerén (El Salvador). En efecto, recientes investigaciones tienden a demostrar que el complemento alimentario de los mayas, el que les permitió sostener poblaciones muy numerosas, sobre todo durante el periodo clásico, y muy particularmente en la región sur de Mesoamérica en donde se concentraron importantes multitudes (Tikal, Copán, Calakmul), fue la mandioca, una raíz con alto contenido calórico del que se prepara una harina muy nutritiva, en forma de torta redonda, llamada "casabe", que hasta la fecha es parte importante de la dieta en las diversas poblaciones que viven en la región maya y también en la cuenca del mar Caribe, en especial en la República Dominicana, Puerto Rico, Venezuela y Cuba.
Una variante[cita requerida] se originó posiblemente más al sur , en una zona que actualmente corresponde a la zonas vecinas entre Argentina, Brasil, Bolivia y Paraguay. Con su mayor potencial alimenticio, se había convertido en un alimento básico de las poblaciones nativas del norte de Sudamérica, sur de América central, y las islas del Caribe en la época de la llegada de los españoles, y su cultivo fue continuado con los portugueses y españoles. Del extracto líquido se logra el almidón para planchar las ropas. Las formas modernas de las especies domesticadas pueden seguir creciendo en el sur de Brasil.
En Paraguay y el Noreste de Argentina actualmente la mandioca es una de las especies más consumidas por los habitantes (sobre todo en las zonas rurales, donde su consumo per cápita es uno de los más elevados del mundo), y puede estar presente en la mayoría de las comidas del día (en el desayuno, media mañana, almuerzo y cena), sea hervida, frita o en platillos a base de su almidón. Asimismo, en muchos hogares acompaña todos los días a la comida principal (función similar al que en otras partes cumple el pan), y alimenta al ganado bovino. En Paraguay se cultivan como 300 variedades de la misma.
Aunque hay unas cuantas especies salvajes de mandioca, las variedades de Manihot esculenta son seleccionadas por el ser humano para la agricultura.[cita requerida]

## Impacto económico
La producción mundial de la yuca está estimada en 184 millones de toneladas en 2002, la mayoría de la producción se encuentra en África, donde crecen 99,1 millones de toneladas, 51,5 en Asia y 33,2 en América Latina.
En muchos lugares de América, la yuca es el alimento básico. Esto se traduce en el abundante uso de imágenes de la mandioca usados en el arte de Perú por la gente de la cultura moche quienes la representan a menudo en su cerámica.
Al parecer lo que representaban los mochicas fue la Arracacia xanthorrhiza, basados en los mínimos detalles característicos del arte de la cerámica moche.

## Usos

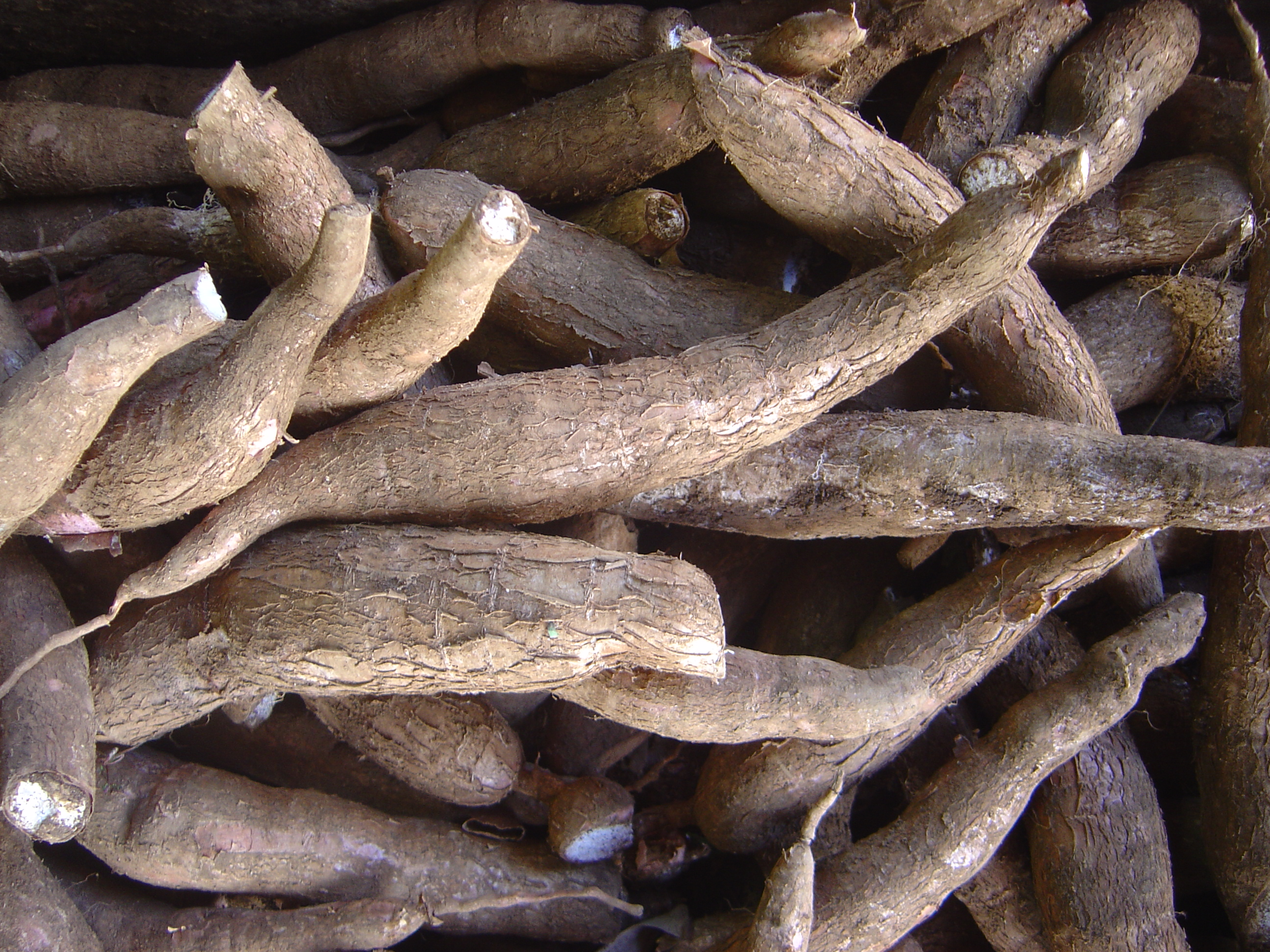
Raíces de la planta.

La presencia de elementos cianogénicos, como por ejemplo la linamarina en la raíz, hace que la misma sea inutilizable y venenosa en algunas variedades, sin una prolongada cocción, necesaria además para reducir la rigidez de la pulpa. Aunque la variedad llamada Manihot aipi (considerada a veces una subespecie de M. esculenta) contiene concentraciones elevadas de elementos venenosos, estos desaparecen al hervirla.
Alternativamente, la raíz puede rallarse en crudo, tras lo cual es prensada para extraer el jugo potencialmente tóxico. Una vez secada al fuego o al sol, se muele para obtener una harina fina y delicada de la que se obtiene, por sedimentación, el almidón de yuca y de este se obtiene la tapioca, también llamada casabe. Mediante este procedimiento se hacen comestibles incluso las variedades "amargas" que tienen alto contenido de toxinas. Ciertas culturas africanas maceran la raíz en agua hasta su fermentación para eliminar las toxinas antes de secarla y molerla.
En Perú y otros países vecinos por la Amazonía el fermento se consume como bebida en muchos pueblos amazónicos originarios y mestizos. Se le conoce como masato y tiene otros nombres en los idiomas de la Amazonía como "yajamánch" o "nijamash" en awajún.
La raíz fresca debe consumirse en un plazo breve, ya que debido a su alto contenido de almidones se descompone rápidamente por la acción de diversos microorganismos. Congelada o envasada al vacío se conserva durante meses en buen estado.

## Taxonomía
Manihot esculenta fue descrita por Heinrich Johann Nepomuk von Crantz y publicada en Institutiones Rei Herbariae 1: 167, en 1766.

#### Etimología
Manihot: nombre genérico descrito inicialmente en la especie Jatropha manihot por Carlos Linneo y publicado en Species Plantarum 2: 1007, en 1753, nombre latinizado que proviene de los vocablos en tupí antiguo maⁿdiʔoka o manioca y en guaraní mandihó, mandihók, mandiog, manihó o manihók, usados como nombres vernáculos para designar a esta especie en Brasil.
esculenta: epíteto latino que significa "comestible".

## Gastronomía

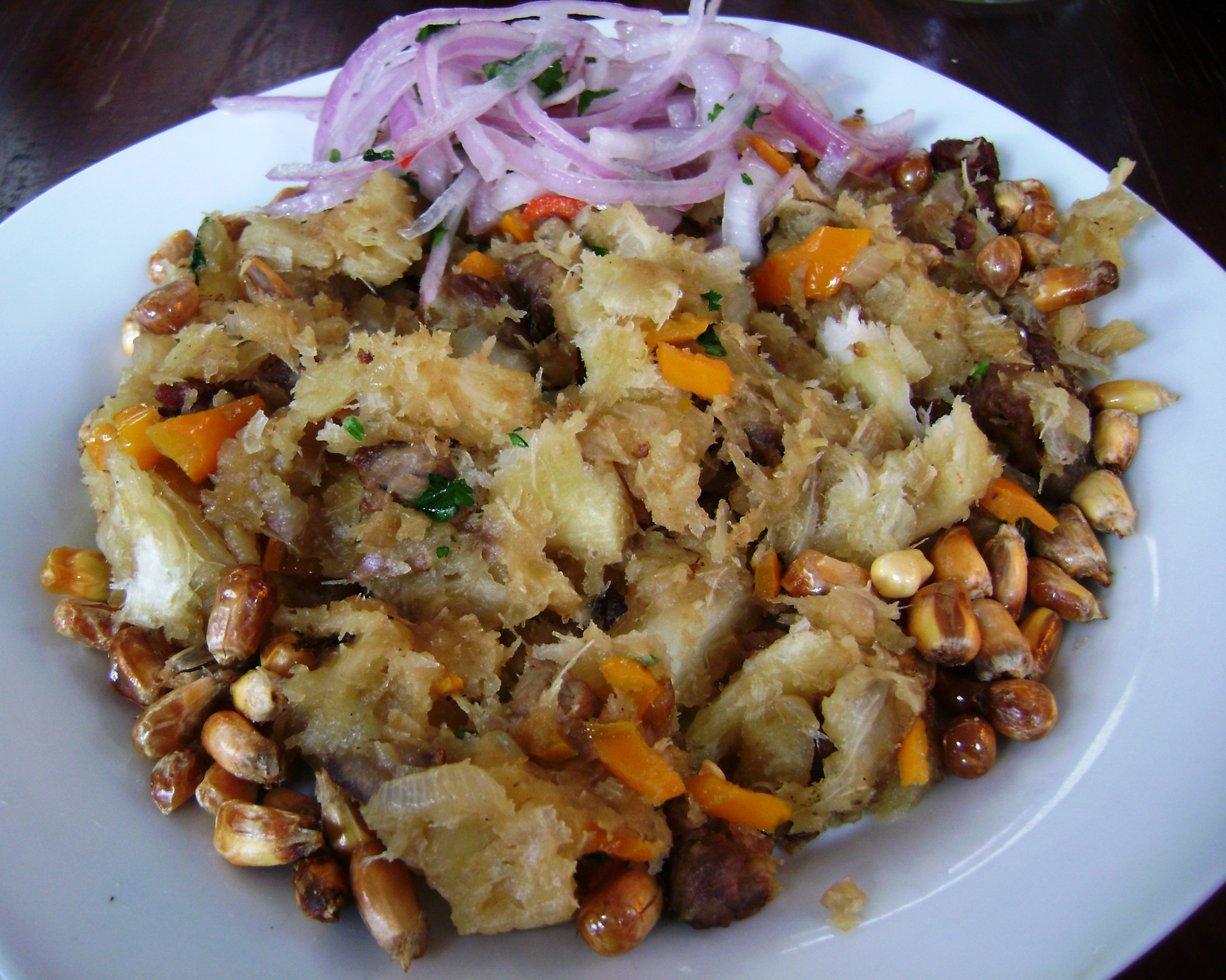
Majado de yuca, plato característico de la gastronomía de la zona norte del Perú.

La yuca se utiliza extensamente en la cocina latinoamericana. Las variedades dulces se consumen ampliamente hervidas, o fritas como sustituto de las papas.
Para su preparación en alimentos, la yuca se somete a varios procesos de escaldado, ebullición, y/o fermentación Ejemplos de productos alimenticios a base de yuca incluyen el garri (tostadas las raíces de la yuca), fufu (similar a la avena para desayuno), la masa de agbelima y la harina de yuca.

### Argentina
Es consumida tradicionalmente desde época precolombina en lo que hoy es el Noreste argentino. También se usa el almidón/fécula para elaborar la harina de mandioca con la que se elabora el pirón y las tortillas de harina de mandioca, y el derivado tostado y condimentado de esta, llamado "farofa" en las zonas fronterizas con Brasil. En la Provincia de Misiones, la mandioca es un alimento que puede reemplazar al pan a la hora del almuerzo y en la cena como puré aportando gran cartidad de fibras y almidón. Las hojas son alimentos en las chacras, tanto para las vacas como para los chanchos y pollos aportando grandes calorias, en acompañamiento del maíz.

### Brasil
La harina o fariña (farinha) tostada y condimentada (farofa) se emplea para espesar guisos o tostada directamente sobre una plancha. La feijoada, un cocido de cerdo y alubias negras, se acompaña habitualmente con farofa tostada. Otros platos emplean la raíz, como la vaca atolada, en que esta se cocina hasta disolverse en el caldo. Hervida y pisada hasta hacer un puré se emplea para postres.[cita requerida]

### Bolivia
Es consumida frita similarmente a como se consume las papas fritas, y un plato muy común que se prepara con esta planta, es el Sonso/Zonzo que es un puré de yuca, mezclado con el queso tradicional de la zona, luego del mezclado se coloca en una fuente y se gratina la preparación en el horno, y también se puede hacer a la parrilla como brochetas.[cita requerida]

### Chile
No se cultiva en esta país, sino que se importa, especialmente para satisfacer la demanda de emigrantes colombianos y venezolanos. Se prepara hervida, frita, en puré; como un acompañante de todo tipo de platillos cómo sustituto de la papa.[cita requerida]

### Colombia
Se usa para preparar enyucado, carimañolas, casabe, pandeyuca, pastel de yuca, yucas chorreadas, palitos de yuca, diabolines, sancochos, pandebono, entre otros. Sancochada o frita se sirve como acompañamiento carnes o de queso en los desayunos del Caribe Colombiano, donde también acompaña arroces, al chicharrón y se prepara en bollo. La yuca es un alimento sagrado para las culturas indígenas que se encuentran ubicadas en la Amazonía colombiana y la Serranía del Perijá, donde se conocen más de 10 variedades, entre esa la yuca brava que es venenosa pero que los indígenas procesan de tal manera que obtienen bebidas, fariña y casabe, entre otros.[cita requerida]

### Costa Rica
Se prepara hervida, frita, en puré o en tortas para acompañar todo tipo de platillos. Además, sirve para elaborar la olla de carne, enyucados, empanadas y postres como pasteles, panes, atoles y dulces, el vigoron.

### Cuba
Se prepara hervida en trozos y un poco de sal, luego se le pone por encima un mojo en el que sofries cebolla y ajo machacado, se le agrega limón o vinagre y después se le vierte manteca de cerdo limpia y caliente o algún otro aceite, un poco más de sal al gusto, hay quien le pone unos trocitos de chicharrón y listo. En el oriente del país también se prepara el casabe, como más arriba se describe.[cita requerida]

### Ecuador
La yuca es muy típica en platos costeños, de los cuales destaca el "encebollado", del que la yuca es el elemento principal, se acompaña con pescado (albacora, bonito o atún) en un caldo especial, y también se acompaña con plátano verde frito (chifles), limón, aceite, ají y pan. También se la utiliza para la elaboración de "muchines", que son un tipo de bollos fritos elaborados con yuca rallada o hervida (Manabí), rellenos de queso fresco. Asimismo, se utiliza el almidón extraído de la yuca para la elaboración del "pan de yuca" o "pan de almidón", que en Manabí es costumbre como desayuno o merienda acompañado con café, y que suele ser degustado con yogur o aguas aromáticas. En la Amazonia de Ecuador se usa para beber y comer todos los días.[cita requerida]

### Honduras
Existe un plato típico conocido como yuca con chicharrón, similar al plato cubano de yuca al mojo. Se prepara hervida en trozos y se sirve con lonja de cerdo con carne frita (chicharrón). Se le agrega una salsa de tomate cocido compuesta por trocitos de tomate, cebolla, chile dulce o pimiento verde. Se le puede agregar picante a la salsa de tomate o salsa picante a la preparación.
La cultura Garifuna elabora la harina de yuca y con ella el Casabe, un tipo de casabe grueso llamado Marote, una frita de yuca llamada Catón, pan de yuca, una bebida llamada Hiyú

### México
En el estado de Tabasco se prepara una comida llamada puchero, la cual contiene carne y verduras que se dejan hervir hasta que la yuca se ablanda, de lo cual resulta un caldo. En el estado de Yucatán se prepara un postre que consiste en hervir durante casi un día entero la yuca en miel de abeja; actualmente se usa azúcar, para la cocción se utiliza leña en lugar de hacerlo en estufa. En Tabasco, la yuca es una raíz principal, sobre todo para el puchero, pero también se come cocida, aun sin sal; con masa de maíz o sea tortilla con yuca; y las torrejitas de yuca, revueltas con azúcar de caña, pasas y canela, fritas.

### Nicaragua
Es consumida tradicionalmente de tanto en comidas como postres. En su forma hervida, es un acompañante de las comidas y las sopas o caldos a base de pollo, res y mariscos, además de bastimento en zonas rurales e indígenas. La yuca a su vez es un complemento indispensable de platillos nicaragüenses tradicionales como el vigorón, chancho con yuca, vaho, y rondón. El vigorón es una de las comidas callejeras más tradicionales y es básicamente yuca hervida con chicharrón de cerdo, acompañado de ensalada de repollo, tomate, cebolla y chile; la ciudad de Granada tiene la variante que el chicharrón lleva abundante carne además de la piel. En forma de postres o meriendas están los buñuelos, los cuales son hechos de yuca rayada con queso, bañados con una miel de azúcar hervida con canela.[cita requerida]

### Panamá
Se usa para la preparación de carimañolas, también se consume sancochada con culantro al mojo, frita, majada y como ingrediente de las sopas e inclusive del sancocho. Se consume en desayuno, almuerzo o cena ya sea frita o sancochada. La fermentación de la yuca produce una bebida ligeramente alcohólica llamada cauim, consumida con propósitos rituales por los pueblos aborígenes.[cita requerida]

### Paraguay
La fécula o almidón de mandioca se mezcla con queso y leche para hacer bollitos horneados llamados chipa, el tentempié más habitual de la región, o se utiliza para dar consistencia a guisados de carne y verdura como el borí borí (vorí vorí), el mbeyú (mbejú), o el caburé. La raíz de la mandioca o yuca se come hervida como acompañamiento de las comidas, a modo de papas (patatas), se la emplea frita sola o con huevos y queso (mandi'o chyryry kesu). Es también ingrediente principal en la elaboración del lampreado o payaguá mascada.[cita requerida]

### Perú
En forma hervida es acompañante del cebiche y generalmente del seco de res; también se prepara frita, acompañándose con la salsa de la papa a la huancaína; en la zona norte del país, mayormente en Piura y Lambayeque, se prepara un piqueo con base en yuca machacada conocido como majado de yuca. Además se prepara harina que se usa en sopas y en la preparación de panes. En la amazonía peruana, se prepara fariña que se utiliza en la preparación de refrescos, como el shibé, tortillas, frituras, postres, como el aradú, preparado con huevo de gallina o tortuga fluvial y otras combinaciones. Entre los platos típicos que utilizan la yuca está el picadillo de majaz, chicharrón de lagarto y otros platos exóticos de la gastronomía de la Amazonía peruana. Existen dos tipos la yuca blanca muy común en la mayoría de países y la yuca amarilla que es más harinosa.[cita requerida]

### Puerto Rico
Se usa hervida como acompañante característico del arroz con habichuelas o al escabeche; también se prepara frita, acompañada de mojo. Al igual que otros países y regiones, se acostumbra también hacer casabe y otros panes. El mayor uso es rallada, en forma de masa para lograr las alcapurrias fritas y los pasteles hervidos de yuca.[cita requerida]

### Venezuela
Se utiliza para preparar el casabe, buñuelos, dulces llamados naiboas, también para hacer tortas de yuca(pastel), quesillo de yuca,y como acompañante de la carne o pollo en brasas (hervida o frita) y forma parte del sancocho. También es posible, una vez cocida y ablandada, hacer una masa para elaborar arepas de yuca (como alternativa a las arepas tradicionales de maíz). Hervida o frita se puede emplear como acompañante de cualquier tipo de comidas, la yuca es un alimento sagrado para los habitantes nativos de región guayana Venezuela .[cita requerida]

### Uruguay
El pirón es un alimento tradicional en zonas rurales. Elaborado a partir de fariña y caldo, preferentemente de puchero. La consistencia del pirón es similar a una gacha. Por fariña se conoce localmente a la harina de yuca o mandioca; el nombre deriva del portugués farinha. Además, en algunas zonas del interior persiste la costumbre de usar fariña para espolvorear el asado una vez cocido.[cita requerida]

### Harina de yuca

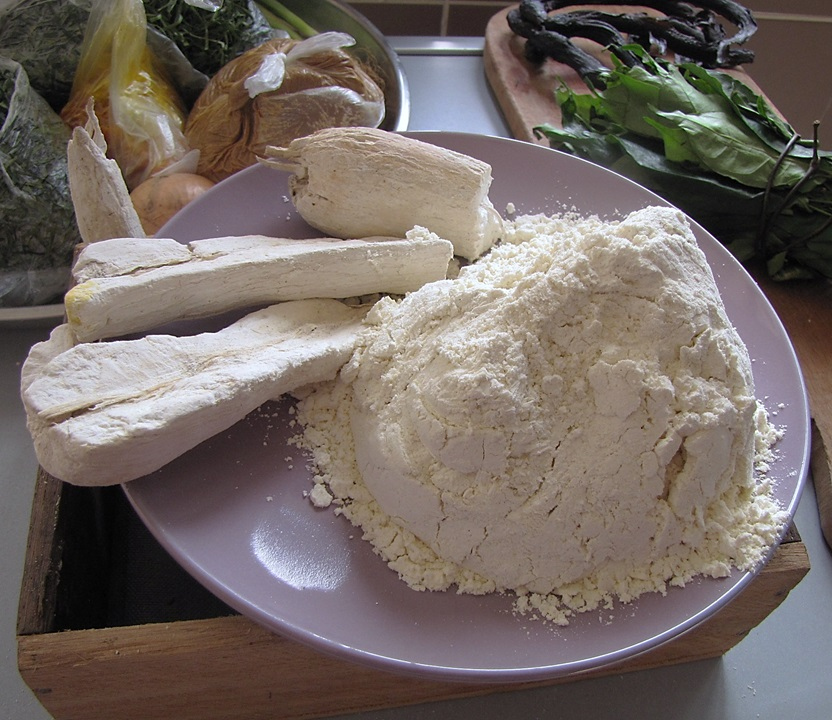
La harina de yuca (en la derecha)

La harina de yuca es muy rica en hidratos de carbono y no contiene gluten. Tiene buenas cualidades espesantes por lo que puede ser un recurso en la cocina para espesar salsas. También se puede hacer pirón, farofa o tortillas de yuca, o pan como sustituto de la harina de trigo, galletas, tortas, empanadas, arepas, etc, siempre teniendo en cuenta que la ausencia de gluten nos va a dar masas menos elásticas y esponjosas (por lo cual requiere aditivos como la goma xanthan). En Brasil es tradicional la producción artesanal de la harina de yuca.[cita requerida]
Tiene la particularidad de no poseer gluten lo que la convierte en una alternativa para las personas celiacas, siendo a su vez una harina alternativa a la hora de preparar alimentos en nuestros hogares.

## Producción
La yuca es una de las mayores fuentes de alimentos básicos del mundo. Algunos la califican de "base de la vida" tropical, porque es una de las más importantes fuentes de alimentación en extensas áreas de los trópicos. Es un cultivo apreciado por su fácil y amplia adaptabilidad a diversos ambientes ecológicos, el poco trabajo que requiere, la facilidad con que se cultiva y su gran productividad. Puede prosperar en suelos poco fértiles, en condiciones de poca pluviosidad. En condiciones óptimas la yuca puede producir más calorías alimenticias por hectárea que la mayoría de los demás cultivos alimenticios tropicales. Actualmente es un cultivo con altas expectativas para la producción de etanol y se prevé un crecimiento espectacular en la implantación de este cultivo.
| Principales productores de yuca (2018) (toneladas) | Principales productores de yuca (2018) (toneladas) |
| -------------------------------------------------- | -------------------------------------------------- |
| Nigeria                                            | 59.475.202                                         |
| Tailandia                                          | 31.678.017                                         |
| República Democrática del Congo                    | 29.952.479                                         |
| Ghana                                              | 20.845.960                                         |
| Brasil                                             | 17.644.733                                         |
| Indonesia                                          | 16.119.020                                         |
| Vietnam                                            | 9.847.074                                          |
| Angola                                             | 8.659.552                                          |
| Mozambique                                         | 8.525.451                                          |
| Camboya                                            | 7.646.022                                          |
| Total mundial                                      | 277.808.759                                        |

Fuente:

## Cáscara
En pruebas de laboratorio se ha determinado que la cáscara seca de yuca sumergida en agua se re-hidrata hasta 160 por ciento de su peso en 25 minutos.[cita requerida] Se ha demostrado que la cáscara seca de yuca absorbe en promedio 120 por ciento de su peso de agua de mar.[cita requerida] Esta agua no es salobre y es apropiada para uso agrícola. La cáscara seca de la yuca puede ser un modelo estructural para obtener un producto que absorba agua de mar para uso agrícola.

## Factores negativos en el consumo

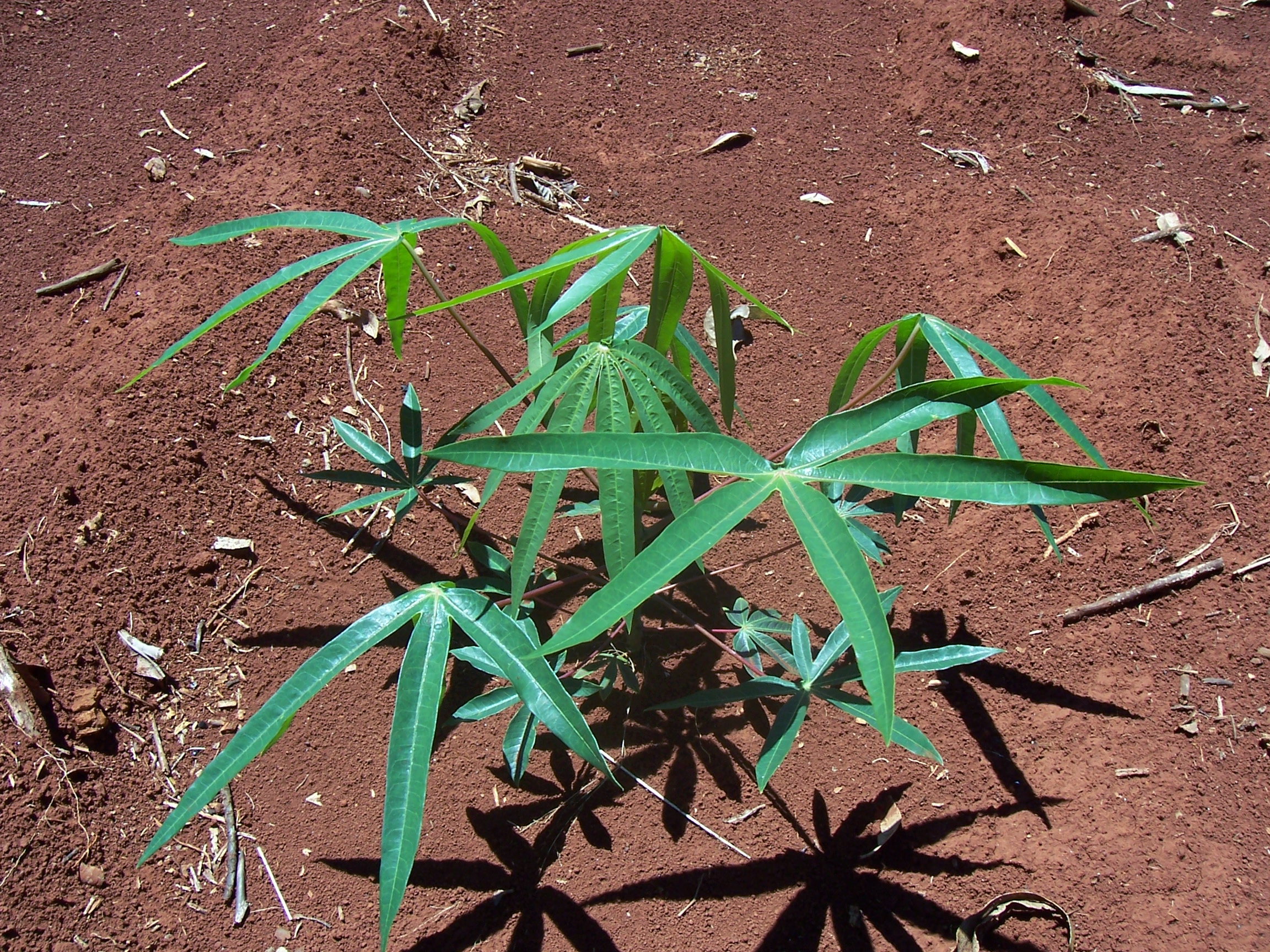
Planta de Mandioca en la Provincia de Misiones (Argentina).

La yuca contiene cantidades pequeñas pero suficientes para causar posibles molestias de sustancias llamadas linamarina y lotaustralina. Estos son glucósidos cianogénicos que se convierten en ácido prúsico (cianuro de hidrógeno), por la acción de la enzima linamarasa, que también se encuentra presente en los tejidos de la raíz.
La concentración del ácido prúsico puede variar de 10 a 490 mg/kg de raíz fresca. Las variedades de yuca "amarga" contienen concentraciones más altas, especialmente cuando estas se cultivan en zonas áridas y en suelos de baja fertilidad. En las variedades llamadas "dulce" la mayor parte de las toxinas se encuentra en la cáscara. Algunas de estas variedades se pueden hasta comer crudas después de pelarlas, como si fueran zanahorias. Sin embargo en muchas de las variedades más frecuentemente cultivadas, que son amargas, la toxina también se halla presente en la carne feculenta de la raíz, especialmente en el núcleo fibroso que se halla en el centro.
Las raíces de yuca también contienen cianuro libre, hasta el 12% del contenido total de cianuro. La dosis letal de cianuro de hidrógeno no combinado para un adulto es de 50 a 60 mg, sin embargo la toxicidad del cianuro combinado no es muy conocida. Los glucósidos se descomponen en el tracto digestivo humano, lo que produce la liberación de cianuro de hidrógeno. Si se hierve la yuca fresca, la toxicidad disminuye muy poco. El glucósido linamarina es resistente al calor, y la enzima linamarasa se inactiva a 75 °C.
En algunos países de África, la llamada enfermedad del konzo se ha producido por el consumo casi exclusivo durante varias semanas de yuca mal procesada.

### Métodos de desintoxicación

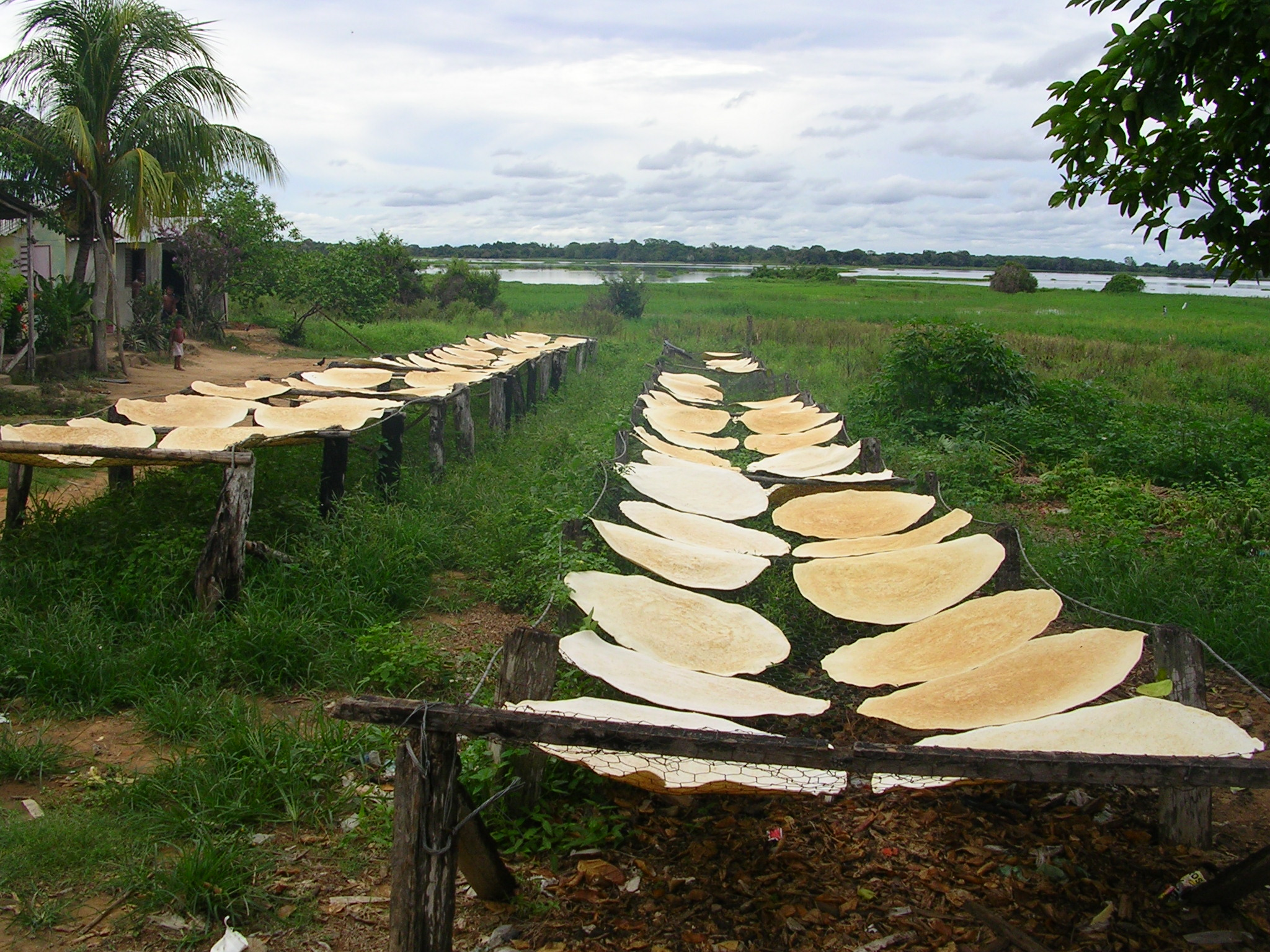
Secando tortas de casabe en San José de Buja, estado Monagas, Venezuela. Aunque dichas tortas han sido previamente asadas para eliminar las sustancias tóxicas, se complementa esta acción al exponerlas al sol. Es interesante que, a pesar de hacerse comestible para los seres humanos, ningún animal, desde insectos hasta mamíferos, se atreve a comerlas.

Los métodos de elaboración de la yuca para desintoxicar las raíces se basan fundamentalmente en la hidrólisis enzimática para reducir la concentración de glucósidos.
Se pueden distinguir los siguientes procesos:
- Métodos en los que se emplea solo el calor y el agua
- Preparación y cocción modificadas
  - Sin elaborar, solo con pelado y un lavado a fondo. Se aplica a la yuca cruda y solo para las variedades dulces.
  - Cocinada como se hace con los alimentos básicos feculentos no tóxicos, o mediante un hervido repetido de varias veces en varias aguas. Después se hornea, se asa o se fríe.
  - Machacado, precedido o seguido por el hervido o cocción a vapor. Se aplica a la pasta de yuca, llamada "dumboi" en Liberia.

- Elaboración en seco (para conservación).
  - Raíz fresca en lonchas, secado al sol o en aire caliente (sin remojo, cocción ni fermentación).
  - El producto secado al sol se muele o se machaca. Se produce harina de yuca. A menudo se trata de una harina gruesa, que los indígenas venezolanos del estado Delta Amacuro llaman "mañó" que vendría a ser como el casabe fragmentado en pequeñas porciones.

- Elaboración en húmedo
  - Se prepara la fécula de la raíz fresca y molida mediante sedimentación, lavado y secado. Este producto es conocido como farinha d'água en Brasil.
  - La fécula se gelatiniza al calor. Se produce la llamada tapioca lameliforme y perlada.
  - Se prepara harina a partir de los tubérculos no fermentados mediante pelado, rallado, exprimido y asado. El producto se conoce como farinha de mandioca en Brasil.
  - El producto secado al sol se muele y se machaca. El producto se conoce como harina de yuca. En Brasil se conoce como "farinha seca".

- Desintoxicación mediante fermentación*
- Métodos de fermentación en húmedo (yuca euriada). Remojo breve o prolongado, con fermentación en agua estática o corriente, dulce o salada:
  - De la raíz entera y fresca, sin pelar, seguido de pelado, reducción de fibras y machacado. Se produce así la pasta glutinosa de yuca, llamada chickwangue en el Congo.
  - De la raíz entera y fresca, sin pelar, seguido de pelado, reducción de fibras y asado. Se produce la harina de yuca fermentada, llamada "farinha d'agua".
  - De toda la raíz entera (o en lonchas), pelado (o sin pelar) seguido por pelado, secado al sol con aire caliente y después triturada y machacada. Se produce la harina de yuque fermentada.
  - De la raíz entera y fresca, pelada, después hecha pulpa con la criba, lavado y sedimentado de la fécula y después leve exprimido y cocción al vapor. Pasta agria de fécula de yuca que se hace en Nigeria.
  - De la raíz entera, pelada, recién hervida (fermentado de 6 a 14 días) rallada o hecha pulpa, cribado, exprimida y después machacada. Se obtiene la pasta de yuca fermentada, llamada gogó en Camerún.
  - De la raíz pelada, recién hervida y rallada (fermentado durante la noche) enjuagado y mezclado con semilla de legumbre fermentada (Pentaclethra macrophylla). Se obtiene la harina de yuca fermentada y hervida llamada abacha en Nigeria.